# New York, section criminelle
Pour les articles homonymes, voir Law and Order.
New York, unité spéciale New York, cour de justice
New York, section criminelle (Law and Order: Criminal Intent) est une série télévisée américaine en 195 épisodes de 42 minutes, créée par René Balcer et Dick Wolf et diffusée entre le 30 septembre 2001 et le 21 mai 2007 sur le réseau NBC et entre le 4 octobre 2007 et le 26 juin 2011 sur USA Network.
En France, la série est diffusée entre le 7 septembre 2002 et le 25 avril 2012 sur TF1, dès le 16 juin 2011 sur TV Breizh puis à partir du 12 janvier 2013 sur TMC et sur HD1 puis TF1 Séries Films dès le 6 février 2017. Au Québec, elle a été diffusée à partir d'octobre 2004 sur Mystère/AddikTV. En Belgique, elle a été diffusée sur RTL-TVI et rediffusée depuis le 25 août 2014 sur AB3, et en Suisse sur TSR1.
C'est la troisième série de la franchise Law & Order.

## Accroche
Chaque épisode commence par la phrase d'accroche, énoncée en voix off (voix interprétée par Daniel Beretta en français) et se concluant sur le son dun-dun , caractéristique des séries de Dick Wolf : « Dans la guerre contre le crime à New York, les plus redoutables prédateurs sont poursuivis par les inspecteurs de la Section Criminelle. Voici leurs histoires… »
« In New York City's war on crime, the worst criminal offenders are pursued by the detectives of the Major Case Squad. These are their stories… »

## Synopsis
Cette série met en scène une unité d'élite appelée Section Criminelle (Major Crimes Squad, « Brigade des Crimes Majeurs » en version originale) chargée d'enquêter sur des meurtres complexes ou extrêmement violents.
Contrairement à la série-mère New York, police judiciaire, l'aspect judiciaire des enquêtes est peu présent. Les enquêteurs utilisent les preuves matérielles comme base pour ensuite se concentrer sur la personnalité et la psychologie des différentes personnes impliquées dans l'affaire. Presque tous les épisodes se terminent alors par un dernier interrogatoire assez long et spécifiquement mis en scène par les enquêteurs pour pousser le ou les suspects à avouer ou à se dénoncer entre eux.
Le duo principal d'inspecteurs est formé par Robert « Bobby » Goren, un excellent psychologue dont la capacité d'analyse et les techniques inhabituelles d'interrogatoire contribuent largement aux succès des enquêtes, et par Alexandra Eames, une flic plus expérimentée chargée à la fois de cadrer Goren, et d'apporter son flair des entreprises criminelles.
Entre les saisons 5 et 8, ce duo n'est présent que dans un épisode sur deux, tandis qu'un autre duo dont la composition variable instruit le reste des enquêtes. Dans la saison 9, ce duo est présent dans le double épisode 1 et 2 "Raison d'état", accompagné du capitaine Danny Ross dans la première partie jusqu'à sa mort, puis de l'inspecteur Zack Nichols (ayant assuré qu'il n'était pas en vacances et souhaitait aider à l'arrestation de l'assassin de leur capitaine) dans l'épisode 2, avant de disparaître au profit d'un autre duo sur le reste de la saison. Le duo habituel est présent dans l'intégralité des épisodes que compte la saison 10 (seulement 8 épisodes).
L'unité est dirigée par le capitaine James Deakins dans les saisons 1 à 5, puis, à partir de la saison 6 cela change régulièrement, avec une direction successivement par le capitaine Danny Ross (saisons 6 à 8 et saison 9 épisode 1), le capitaine Zoé Callas (saison 9 exceptés épisodes 1 et 2), et Joseph Hannah (saison 10). Précision particulière, après le décès de Danny Ross à la fin de l'épisode 1 de la saison 9, et durant l'épisode 2 uniquement, l'intérim est assuré successivement par Bobby Goren jusqu'à sa suspension, et Alex Eames par la suite.
Le substitut du procureur Ron Carver a instruit bon nombre d'affaires menées par le groupe (saisons 1 à 5). Son rôle se borne essentiellement à donner une orientation juridique à l'enquête. Après son départ, il est remplacé par la substitut Patricia Kent pendant quelques épisodes, puis le rôle du substitut régulier disparait.
Comme les autres séries de la franchise, l'implication personnelle des enquêteurs est très limitée. Cependant, à partir de la saison 6, les choses changent. L'inspecteur Bobby Goren découvre la véritable identité de son père. Dans la saison 7, Goren va devoir affronter la mort de son frère et voler au secours de son neveu.
La réalisation de la série suit également le modèle caractéristique de la franchise : la plupart des scènes sont introduites par un intertitre situant le contexte, et s'enchaînent à un rythme très serré au fil des éléments de l'enquête, surtout en première partie d'épisode.

## Distribution

### Acteurs principaux
- Vincent D'Onofrio (VF : Thierry Buisson) : Inspecteur Robert Goren (saisons 1 à 8, participation spéciale saison 9 épisodes 1 et 2, saison 10)
- Kathryn Erbe (VF : Anne Rondeleux) : Inspecteur Alexandra Eames (saisons 1 à 8 dont invitée spéciale saison 6 épisode 22 à la suite de la suspension de Mike Logan et saison 8 épisodes 14 et 16 (congé de maternité de Megan Wheeler), participation spéciale saison 9 épisodes 1 et 2, saison 10) et invitée spéciale dans New York, unité spéciale (saison 14 épisodes 4 et 22)
- Jamey Sheridan (VF : Joël Martineau puis Philippe Catoire) : Capitaine James Deakins (saisons 1 à 5)
- Courtney B. Vance (VF : José Luccioni) : Substitut Ron Carver (saisons 1 à 5)
- Chris Noth (VF : Érik Colin) : Inspecteur Mike Logan, déjà apparu dans New York, police judiciaire (invité saison 4 épisode 13, saisons 5 à 7)
- Annabella Sciorra (VF : Frédérique Tirmont) : Inspecteur Carolyn Barek (saison 5) et invitée spéciale dans New York Unité Spéciale (saison 22).
- Eric Bogosian (VF : Mathieu Buscatto) : Capitaine Daniel Ross (saisons 6 à 8 et saison 9 épisode 1)
- Julianne Nicholson (VF : Laurence Sacquet) : Inspecteur Megan Wheeler (saisons 6 à 8)
- Jeff Goldblum (VF : Richard Darbois) : Inspecteur Zach Nichols (saison 8 et 9 - participation spéciale saison 9 épisode 2)
- Saffron Burrows (VF : Agnès Cirasse) : Inspecteur Serena Stevens (saison 9 à partir de l'épisode 3 - invitée spéciale saison 9 épisode 2)
- Mary Elizabeth Mastrantonio (VF : Frédérique Tirmont) : Capitaine Zoe Callas (saison 9 à partir de l'épisode 3)
- Jay O. Sanders (VF : Alain Choquet) : Capitaine Joseph Hannah (saison 10)

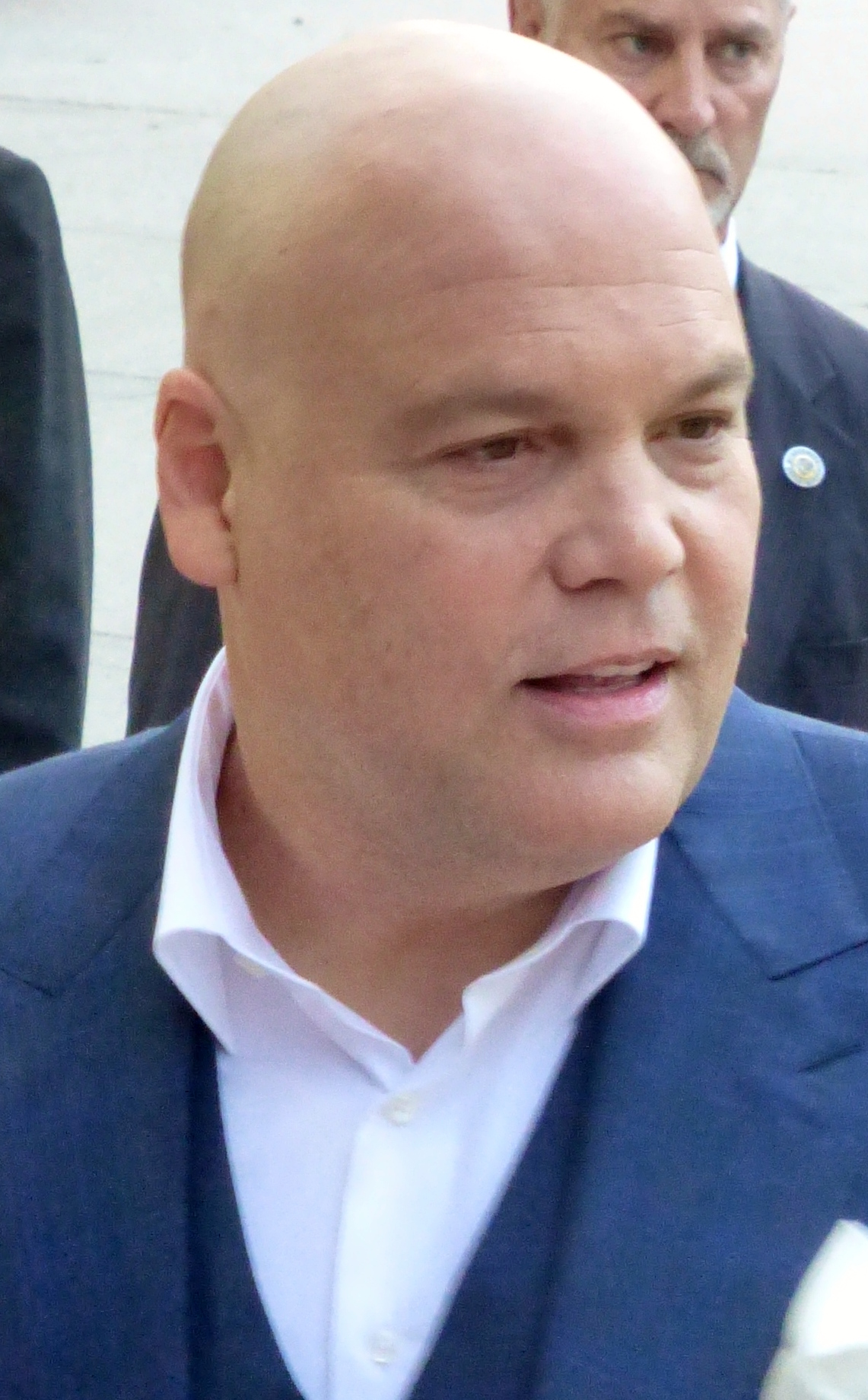
Vincent D'Onofrio interprète Robert Goren
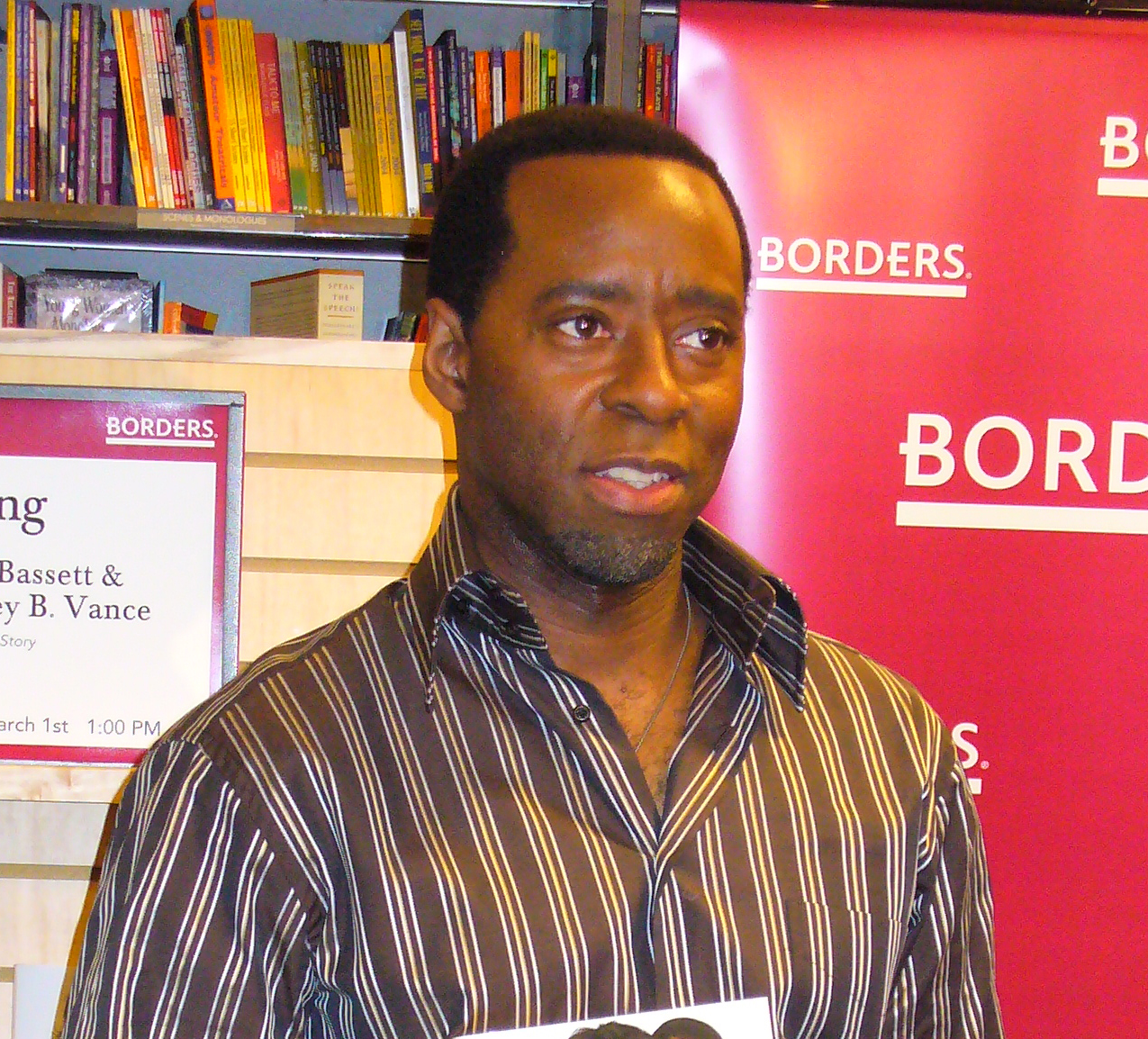
Courtney B. Vance interprète Ron Carver
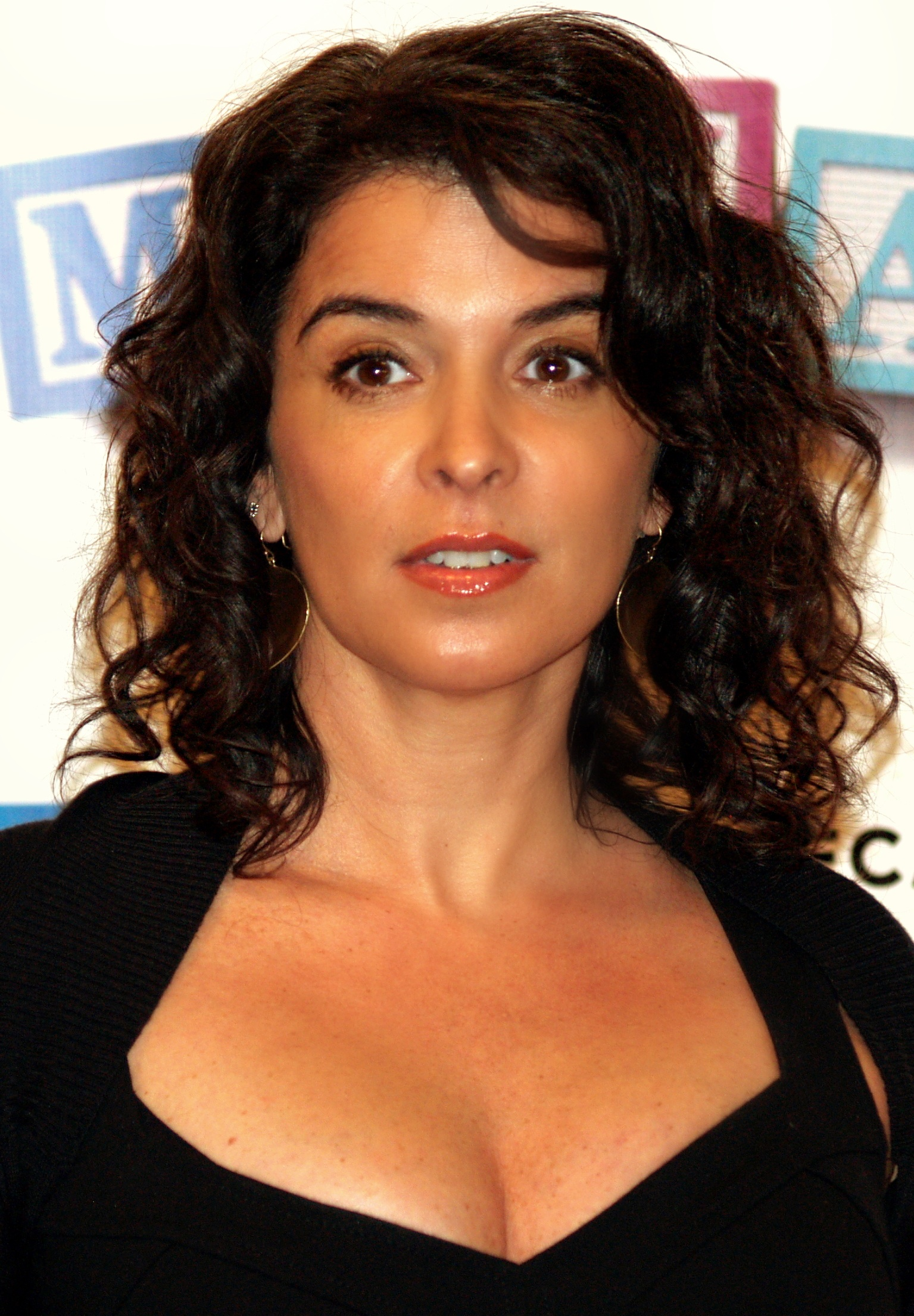
Annabella Sciorra interprète Carolyn Barek
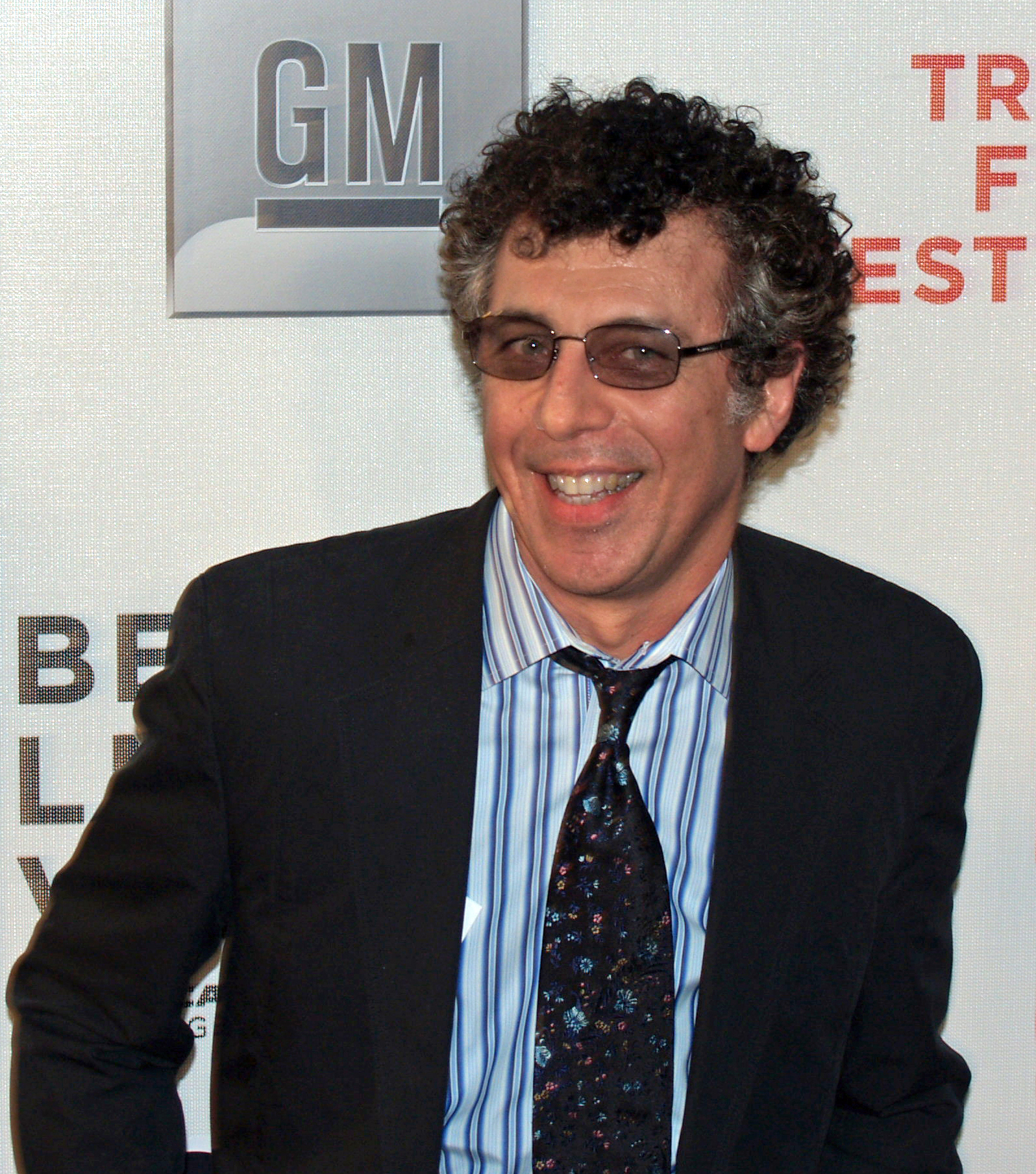
Eric Bogosian interprète Daniel Ross
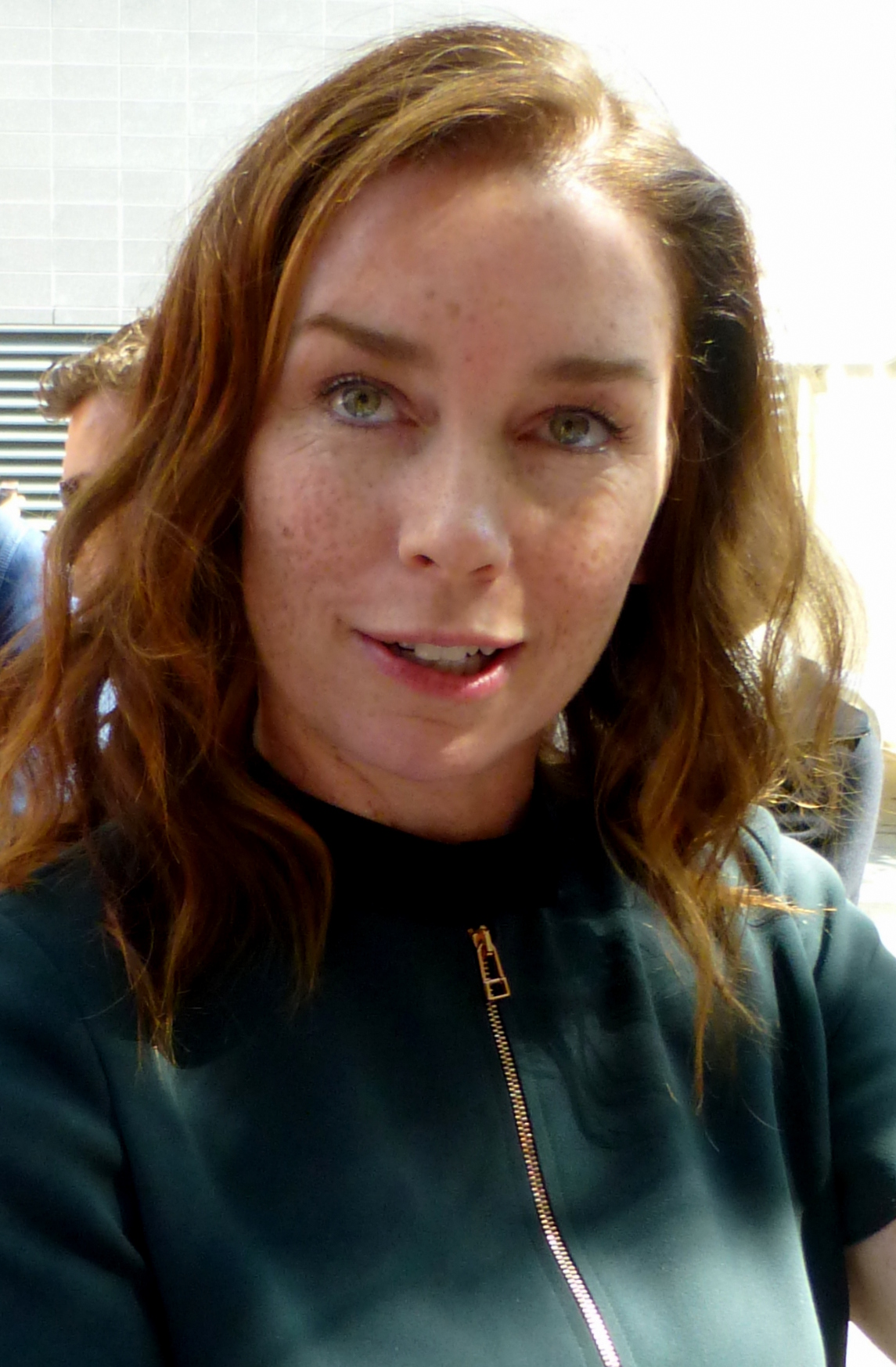
Julianne Nicholson interprète Megan Wheeler
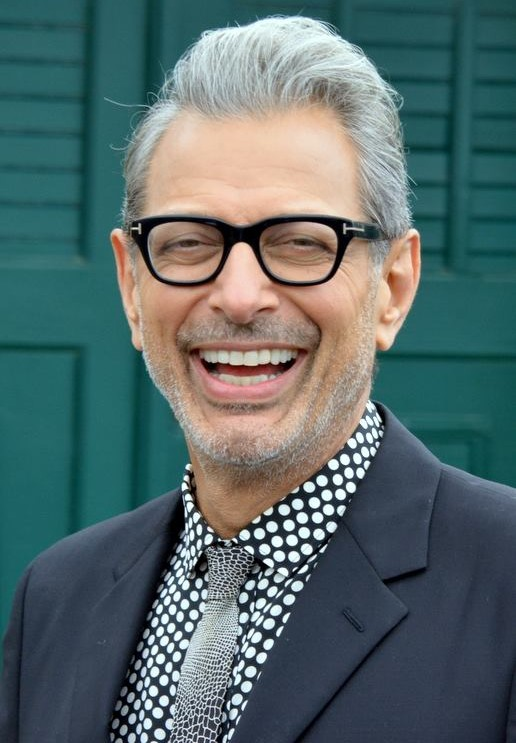
Jeff Goldblum interprète Zach Nichols
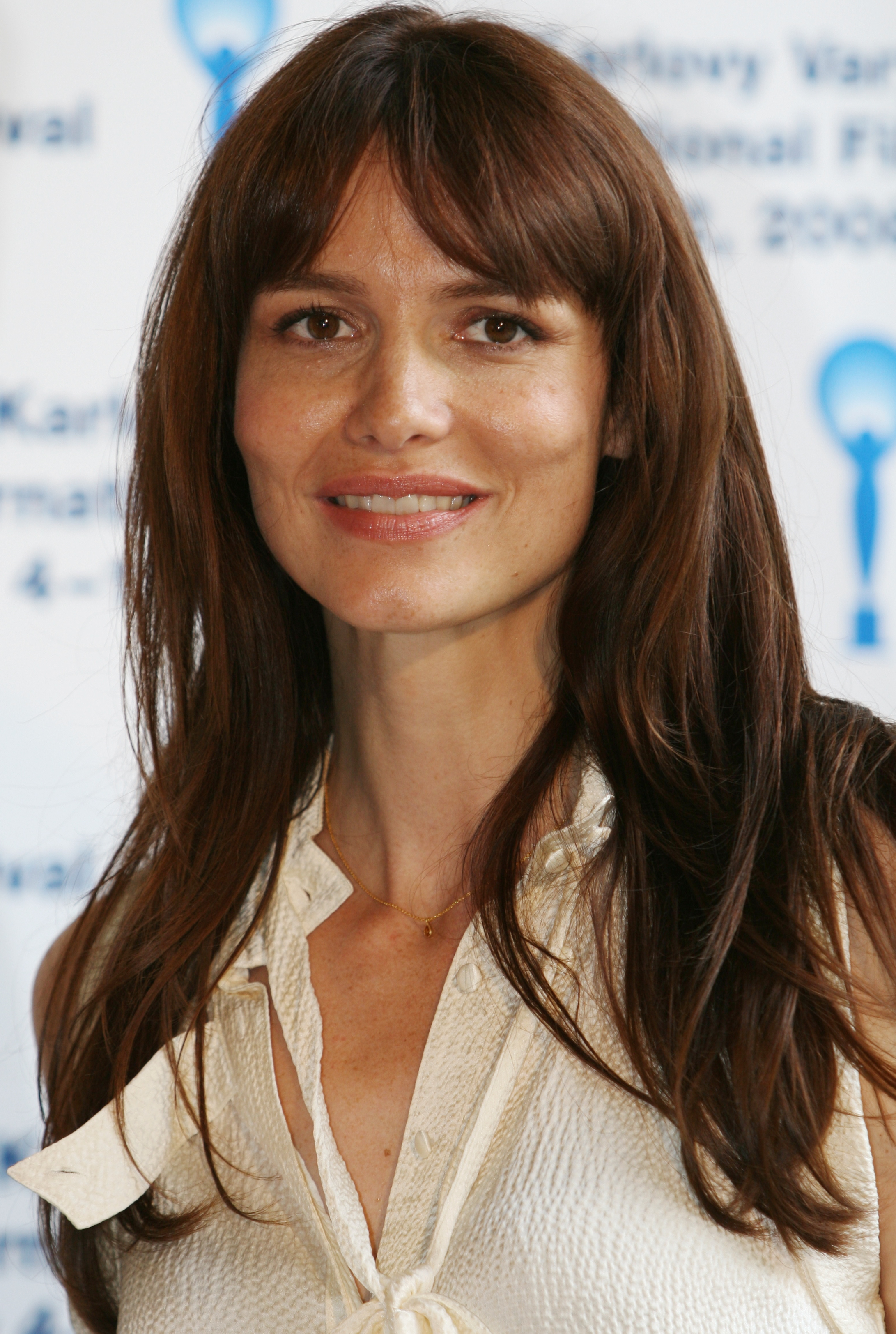
Saffron Burrows interprète Serena Stevens

### Acteurs récurrents
- Leslie Hendrix (VF : Francine Lainé puis Françoise Pavy) : Dr Elizabeth Rodgers, déjà régulière dans New York, police judiciaire (2003-2007)

### Anciens acteurs réguliers
- Olivia d'Abo (VF : Catherine Privat) : Nicole Wallace, figure de la némésis de Goren (2002-2008)
- Samantha Buck (VF : Vanina Pradier) : Inspecteur G. Lynn Bishop, elle remplace Eames lors de sa grossesse (2003 - saison 3)
- Alicia Witt (VF : Ariane Aggiage) : Inspecteur Nola Falacci, elle remplace Wheeler lors de sa grossesse[1] (2008 - saison 7 sauf épisode 16 où le remplacement est assuré par Katryn Erbe dans le rôle d'Alexandra Eames).
- Seth Gilliam (VF : Fabien Jacquelin) : Inspecteur Daniels, il remplace Goren pendant sa suspension (2 épisodes - saison 7)
- Rita Moreno (VF : Marie-Martine) : Frances Goren, mère de Bobby Goren. Elle lui apprend lors d'une enquête qui est son vrai père. (2006)
- Tony Goldwyn : Frank Goren, frère de Bobby Goren. Ils sont en froid car Frank est un junkie. (2007-2008)

## Les enquêteurs

### Saisons 1 à 4
- Bobby Goren et Alexandra Eames
- Cas particulier : saison 3 : Bobby Goren et G. Lynn Bishop (non créditée au générique - durant le congé maternité d'Alexandra Eames).

### Saison 5
- Bobby Goren et Alexandra Eames
- Mike Logan et Carolyn Barek (laquelle sera présente dans la saison 22 de New York Unité Spéciale, où on apprend qu'elle a quitté la section criminelle de New York pour l'unité spéciale rattachée au Bronx).
- Spécifique épisodes 6 et 7 : Bobby Goren et Alexandre Eames + Mike Logan et Carolyn Barek (les images du générique sont exceptionnellement des images communes extraites du double épisode).

### Saison 6
- Bobby Goren et Alexandra Eames
- Mike Logan et Megan Wheeler (Alexandra Eames en invitée spéciale épis ode 21 à la suite de la suspension de Mike Logan)

### Saison 7
- Bobby Goren et Alexandra Eames
- Mike Logan et Nola Falacci (créditée au générique - remplacement de Megan Wheeler un épisode sur 2, savoir épisodes 2, 4, 6, 8, 10), puis de nouveau Megan Wheeler (un épisode sur 2, dès l'épisode 12 jusqu'à la fin de saison)

### Saison 8
- Bobby Goren et Alexandra Eames
- Zack Nichols et Megan Wheeler (remplacée par Alexandra Eames au cours de l'épisode 14).
- Spécifique épisode 16 : Zach Nichols et Alexandra Eames (cette dernière est créditée au générique en remplacement de Megan Wheeler, les images du générique sont alors extraites de l'épisode 16 et de son temps de présence dans l'épisode 14)

### Saison 9
- Épisode 1 : Bobby Goren et Alexandra Eames (invités spéciaux pour quitter la série), Zach Nichols (non crédité au générique - arrive à la suite de la mort du Capitaine Ross).
- Épisode 2 : Bobby Goren, Alexandra Eames et Zack Nichols (invités spéciaux Goren et Eames pour quitter la série, et Nichols pour boucler l'enquête)
- Épisodes 3 à 16 : Zack Nichols et Serena Stevens

### Saison 10
- Bobby Goren et Alexandra Eames (reprise de leurs rôles pour créer une saison finale - Alex Eames apparaîtra dans les épisodes 4 et 22 de la saison 14 de New York Unité Spéciale, nous permettant d'apprendre qu'elle est responsable d'une unité de sécurité intérieure et que Goren a pris sa retraite).

## Les capitaines

### Saisons de 1 à 5
- James Deakins

### Saison de 6 à 8
- Danny Ross

### Saison 9
- Épisode 1 : Danny Ross (invité spécial pour quitter la série)
- Épisode 2 : Aucun capitaine, Goren assure l'intérim jusqu'à sa suspension. Alexandra Eames prendra ensuite le relais pour la fin de l'épisode (en invités spéciaux pour quitter la série).
- Épisodes 3 à 16 : Zoe Callas

### Saison 10
- Joseph Hannah

## Production
Le 27 avril 2006, la série est renouvelée par NBC pour une sixième saison.
Le 13 mai 2007, la série est renouvelée pour une septième saison mais change de chaine et passe chez USA Network, qui est une propriété de NBC.
Le 22 mai 2008, USA Network renouvelle la série pour une huitième saison.
En juillet 2011, la série est annulée après 10 saisons, dû aux audiences de plus en plus basses.

## Commentaires
New York, section criminelle est une série dérivée de New York, police judiciaire (Law and Order).
À l'inverse d'énormément de séries se déroulant à New York mais en réalité tournées en studio à Hollywood, New York, section criminelle, comme toutes les séries new-yorkaises produites par Dick Wolf, est entièrement tournée à New York.
Le générique de New York : section criminelle en France est remplacé à partir du début de la saison 7 par le générique de New York, cour de justice.
La présence de Theresa Randle (procureur Patricia Kent) n'étant pas confirmée jusqu'au bout de la saison, elle n'apparaît pas dans le générique de la 6e saison (2006-2007).
L'adaptation française est Paris, enquêtes criminelles avec Vincent Perez. La saison 1 a été diffusée en mai 2007 sur TF1. La diffusion de la deuxième saison a commencé le 3 avril 2008. Même le caractère de Vincent Revel, indépendant, détaché, et très intuitif et instinctif, est absolument identique à celui de Robert Goren.
Vincent D'Onofrio, Katryn Erbe, Eric Bogosian et Julianne Nicholson quittent la série fin septembre 2009. Seul Jeff Goldblum, dans le rôle de l'inspecteur Zach Nichols reste dans la série. Il sera secondé par l'actrice Saffron Burrows, début 2010, pour une 9e saison. Durant la dixième et dernière saison, Vincent D'Onofrio et Katryn Erbe rejouent leurs rôles, accompagnés de Jay O'Sanders qui incarne le capitaine Joseph Hannah.
Le 3 août 2010, c'est Jeff Goldblum qui quitte la série à cause de l'incertitude sur le renouvellement de la série.
Le 21 septembre 2010, Vincent D'Onofrio annonce son retour dans la série pour la dixième et dernière saison de la série.
Le 10 octobre 2010, c'est Katryn Erbe qui annonce son retour dans la série.
Référence (Saison 02 - Épisode 19 - Un Père Encombrant), citée par le Substitut Ron Carver (Courtney B. Vance) : « La première moitié de notre vie est gâchée par nos parents et la deuxième par nos enfants » (Clarence Seward Darrow).

## Spin-off
Le 5 juin 2023, il est annoncé qu'un spin-off de la série verrait le jour au Canada intitulé provisoirement Law & Order Toronto : Criminal Intent, la série sera produite par Universal Television, sera diffusée à partir du 22 février 2024 et sera composée de 10 épisodes.

## DVD
En France, les saisons 1 à 10 sont actuellement disponibles en DVD. La saison 2 est sortie en mars 2007. La saison 3 est sortie en mars 2008. Les saisons 4 et 5 sont sorties en avril et novembre 2010. Les saisons 6 et 7 sont sorties en juillet et décembre 2011. La saison 8 est sortie en avril 2012. La saison 9 est sortie en décembre 2012. La saison 10 est sortie en octobre 2013.